# Ivar Karl Ugi
Ivar Karl Ugi (* 5. September 1930 in Arensburg auf der Insel Saaremaa in Estland; † 29. September 2005 in München) war ein deutsch-estnischer Chemiker, der wichtige Beiträge zur organischen Chemie lieferte, insbesondere zu den Mehrkomponentenreaktionen. Eine derartige Reaktion wurde nach ihm Ugi-Reaktion benannt.

## Leben
Ivar Ugi wuchs in Estland auf und kam 1941 nach Deutschland, wo er 1949 das Studium der Chemie an der Universität Tübingen begann. Dort schloss er sich 1950 der Tübinger Burschenschaft Derendingia an. Von 1951 bis 1954 studierte er  bis zum Abschluss als Dr. rer. nat. an der Ludwig-Maximilians-Universität München, sein Doktorvater war Rolf Huisgen. Ugi habilitierte sich 1960 in München. Zwei Jahre später arbeitete er mit einigem Erfolg bei der Bayer AG in Leverkusen (1962 bis 1968) und stieg dort bis zum Direktor der Zentralen Forschung und Vorsitzenden der Kommission für Grundlagenforschung auf, wandte sich dann aber wieder der akademischen Forschung zu.
So verbrachte Ugi drei Jahre an der University of Southern California in Los Angeles als Professor für Chemie (1968 bis 1971), wonach er an der Technischen Universität München den Lehrstuhl I für Organische Chemie von Friedrich Weygand übernahm. Ugi war Vorsitzender der ersten internationalen Konferenz für Computer in der chemischen Forschung und Lehre (International Conference on Computers in Chemical Research and Education, ICCCRE) in Garmisch-Partenkirchen 1985. Im Oktober 2000 trat er als Mitorganisator der ersten Konferenz für Multikomponentenreaktion (First International Conference on MultiComponent Reactions, MCR 2000) auf. Im Jahr 1987 wurde Ugi in die Königlich Schwedische Akademie der Wissenschaften aufgenommen, 1990 in die Estnische Akademie der Wissenschaften und 1994 als Ehrenmitglied in die New York Academy of Sciences. Auch als Emeritus blieb er der TU München von 1999 bis zu seinem Tod 2005 verbunden.

## Forschung
Mit über 400 Publikationen war Ugi ein äußerst produktiver Forscher, wobei besonders die Arbeiten zur Ugi-Reaktion herausragen. Bei dieser Multikomponentenreaktion, der sogenannten Eintopfreaktion eines Ketons oder Aldehyds, eines Amins, eines Isocyanids und einer Carbonsäure bilden sich Bis-Amide, was für vielerlei Synthesen genutzt werden kann. Zuweilen wird die Erweiterung der Ugi-Reaktion in Fachkreisen auch als Ugi-Chemie bezeichnet. Die grundlegenden Arbeiten zur Multikomponentenreaktion dienten als Ausgangspunkt für weiterführende Arbeiten. So entwickelten Ben List (MPI Mühlheim) und Jürgen Martens (Universität Oldenburg) weiterführende Varianten der Ugi-Reaktion.
Des Weiteren erforschte er die Arylpentazole, chemische Bibliotheken, chirale Ferrocene, Reaktionsmechanismen und Präparation organischer Phosphorverbindungen, Ester von Fluorocarbonsäuren, Kinetik von Reaktionen, mathematische Theorien der Stereochemie und mathematische Modelle der Chemie mit Hilfe der Computerchemie. Hierfür entwickelte Ugi mit dem befreundeten Mathematiker James Dugundji (1919–1985) die Idee einer algebraischen Chemie, die chemische Startmaterialien in einer Reaktion wie Zahlen in einer algebraischen Gleichung verwendet.

## Auszeichnungen
Für die Entdeckung seiner Vierkomponentenreaktion und die Entwicklung mathematischer Modelle für die Chemie wurde Ugi 1964 mit dem Chemiepreis der Akademie der Wissenschaften zu Göttingen ausgezeichnet. Im Jahr 1988 erhielt er den Philip Morris Forschungspreis Challenge Future Prize und 1992 die Emil-Fischer-Medaille der Gesellschaft Deutscher Chemiker für die Weiterentwicklung der Computerchemie und der Mehrkomponentenreaktionen. Die erste Ugi-Dugundji-Medaille wurde ihm 1995 für die grundlegenden Arbeiten zur Anwendung der Mathematik in der Chemie vom Second International Symposium on Knowledge Acquisition in Auburn (Alabama, USA) verliehen. Im Oktober 1999 erhielt er für die Förderung der peptidchemischen Forschung die Max Bergmann-Medaille.

## Schriften
- The α-Addition of Immonium Ions and Anions to Isonitriles Accompanied by Secondary Reactions. In: Angew. Chem. Int. Ed. Engl. 1(1), 1962, S. 8–21.